# Flugplatz Bad Endorf/Jolling

i7
i11
i13
Der Flugplatz Bad Endorf/Jolling (ICAO-Code: EDPC) ist der Flugplatz des oberbayerischen Marktes Bad Endorf im Landkreis Rosenheim. Er wird von dem Luftsportverein Bad Endorf – Prien am Chiemsee e. V. betrieben.

## Geografie
Der Flugplatz liegt knapp zwei Kilometer nördlich des historischen Ortskernes von Bad Endorf auf einer Höhe von 515 m ü. NN im Flurstück Hochreut. Die nördliche Hälfte des Rollfeldes überbaut auf das Gebiet der Gemeinde Halfing hin. Naturräumlich befindet er sich im westlichen Chiemgau zwischen dem fünf Kilometer südwestlich gelegenen Simssee und dem neun Kilometer südöstlichen Chiemsee. 25 Kilometer südlich verläuft die Staatsgrenze zu Österreich hin.

## Geschichte
Die Fliegerei wird in Bad Endorf seit den 1960er Jahren betrieben. Im Jahr 1968 wurde das Gelände bei Bad Endorf bezogen, dort entstanden zunächst  eigenes Clubheim und eine Flugzeughalle. Die Zulassung als Sonderlandeplatz wurde dann 2002 erteilt, seither erfolgt kontinuierlich der weitere Ausbau.

## Flugplatz und Ausstattung
Der Flugplatz ist ein Sonderlandeplatz für Luftfahrzeuge aller Art bis 2000 kg Höchstabfluggewicht (MTOW) und hat keine geregelten Betriebszeiten. Der Betreiber ist der Luftsportverein Bad Endorf – Prien am Chiemsee e. V. Eine Landung ist nur nach vorheriger Anmeldung möglich (PPR). Der Platz führt den ICAO-Code EDPC.
Es bestehen ein Wirtschaftsgebäude mit einem Tower (Frequenz 118,915 MHz), ein Hangar, eine Tankstelle und das Vereinsheim. Für Ausflüge in das Umland können Fahrräder ausgeliehen werden.

## Zwischenfälle
- Am 6. Juli 2014 setzte eine mit drei Personen besetzte Alpi Aviation Pioneer 400 bei der Landung hart auf und startet wieder durch. Das Fluggerät verunglückte schließlich bei einer versuchten Notlandung etwa zwei Kilometer westlich des Flugplatzes in einer Grünfläche. Der Pilot wurde hierbei schwer verletzt, das Flugzeug stark beschädigt.[2]

## Verkehr
Der Flugplatz liegt direkt an der Staatsstraße St 2092. Die in Bad Endorf kreuzende St 2095 schließt zu der westlich verlaufenden Bundesstraße 15 hin an. Der ÖPNV bedient den Flugplatz nicht direkt, jedoch kann in Bad Endorf zu der Bahnstrecke Rosenheim–Salzburg zugestiegen werden. Direkt am Flugplatz entlang führt auch die Trasse der Chiemgauer Lokalbahn, die an den Wochenenden Touristikverkehr bietet und dort einen Bedarfshaltepunkt unterhält.